# قطعنامه ۱۱۷۱ شورای امنیت
قطعنامه ۱۱۷۱ شورای امنیت سازمان ملل متحد که در تاریخ ۰۵ ژوئن ۱۹۹۸ تصویب شد، سندی بین‌المللی دربارهٔ بررسی وضعیت در سیرالئون است. این قطعنامه طی نشست ۳۸۸۹ام با ۱۵ رای موافق، ۰ مخالف و ۰ ممتنع تصویب شد.